# Lopheliella
Lopheliella is een geslacht van weekdieren uit de klasse van de Gastropoda (slakken).

## Soorten
- Lopheliella hermesae Hoffman, van Heugten & Lavaleye, 2008
- Lopheliella moolenbeeki Hoffman, van Heugten & Lavaleye, 2008
- Lopheliella moundforceae Hoffman, van Heugten & Lavaleye, 2008
- Lopheliella rockallensis Hoffman, van Heugten & Lavaleye, 2008